# Canciones que me enseñó mi madre

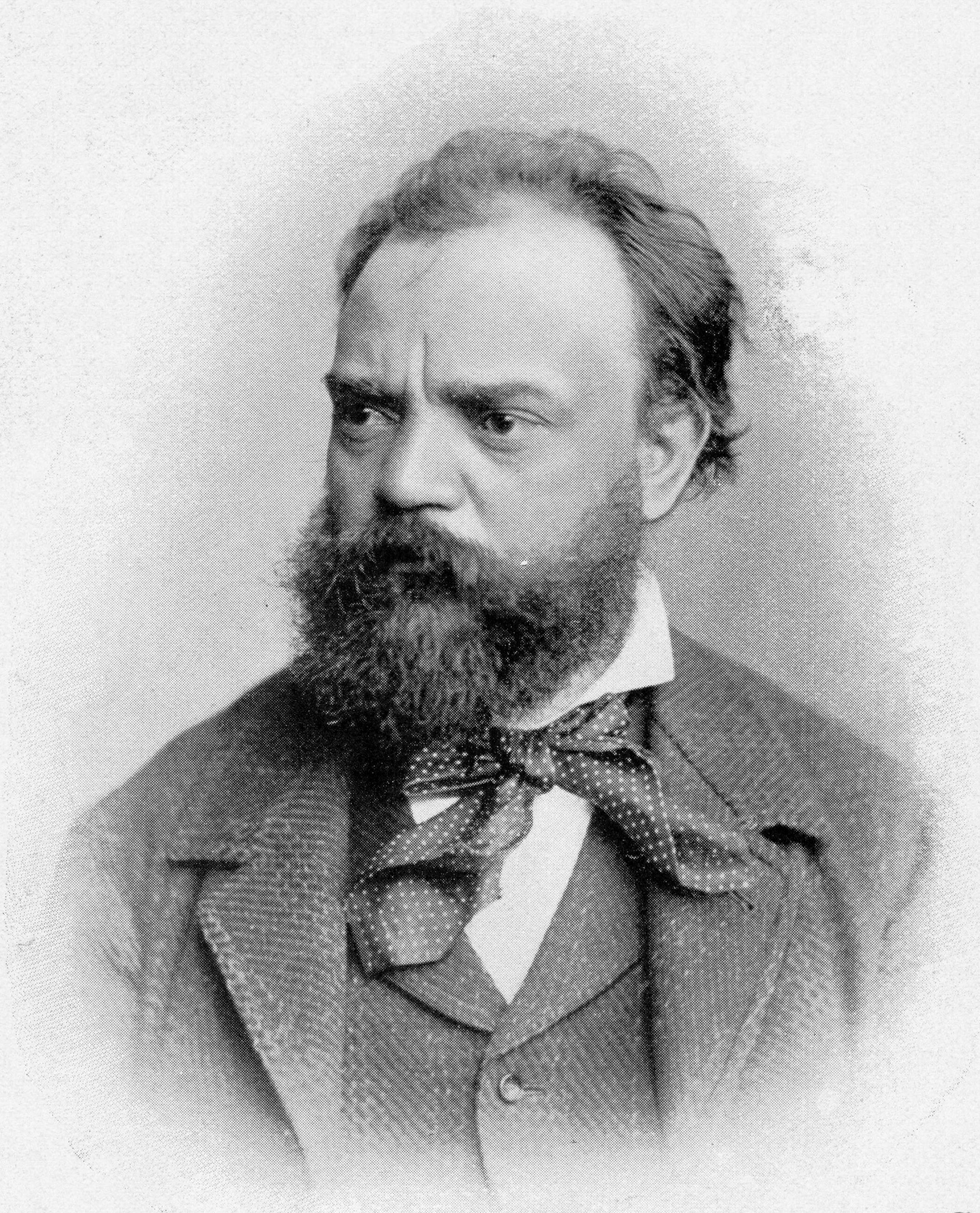
Antonín Dvořák, compositor de la pieza, en 1882.

«Canciones que me enseñó mi madre» (en checo: Když mne stará matka zpívat učívala) es una canción para voz y piano escrita en 1880 por Antonín Dvořák. Es la cuarta de siete canciones de su ciclo Canciones gitanas (en checo: Cigánské melodie), B.104, op. 55. Las Canciones gitanas están compuestas por poemas de Adolf Heyduk tanto en checo como en alemán. Esta canción en particular ha alcanzado una gran fama.

## Texto
| Texto en checo | Texto en alemán de Adolf Heyduk | Traducción al español |
| --- | --- | --- |
| Když mne stará matka zpívat, zpívat učívala, podivno, že často, často slzívala. A teď také pláčem snědé líce mučím, když cigánské děti hrát a zpívat, hrát a zpívat učím! | Als die alte Mutter mich noch lehrte singen, Tränen in den Wimpern gar so oft ihr hingen. Jetzt, wo ich die Kleinen selber üb’ im Sange, rieselt’s in den Bart oft, rieselt’s von der braunen Wange. (NOTA: esta no es una traducción literal, sino cantable) | Canciones que mi madre me enseñó, en los días que desaparecieron; Rara vez de sus párpados se desvanecían las lágrimas. Ahora les enseño a mis hijos, cada compás melodioso. A menudo las lágrimas fluyen, a menudo fluyen del tesoro de mi memoria. (NOTA: traducción a partir de la versión en alemán) |

## Grabaciones
La canción ha sido grabada por varios cantantes conocidos, incluidos Gabriela Beňačková, Evan Williams, Gervase Elwes, Nellie Melba, Rosa Ponselle, Jeanette MacDonald, Elisabeth Schwarzkopf, Victoria de los Ángeles, Joan Sutherland, Paul Robeson, Frederica von Stade, Edita Gruberová, Angela Gheorghiu, Magdalena Kožená y Renée Fleming. La canción también aparece en el álbum Charlotte Church.
Fritz Kreisler transcribió la canción para violín y piano y la interpretó con frecuencia. Su transcripción se publicó por primera vez en 1914. Los artistas que han grabado versiones instrumentales de la canción incluyen al propio Kreisler, Glenn Miller, Julian Lloyd Webber, Yo-Yo Ma, Itzhak Perlman, Joshua Bell y Tine Thing Helseth.
El título «Canciones que me enseñó mi madre» ha sido utilizado con frecuencia por cantantes en recitales o en discos de recitales, incluso cuando la canción en sí no está incluida en la grabación.